# Kenneth Binmore
Kenneth George "Ken" Binmore, född 27 september 1940, är en brittisk matematiker, ekonom och spelteoretiker. Han är professor emeritus i ekonomi vid University College London (UCL) och gästprofessor i nationalekonomi vid University of Bristol samt i filosofi vid London School of Economics (LSE).

## Biografi
Tillsammans med John Nash och Ariel Rubinstein räknas Binmore som en av upphovsmakarna till den moderna ekonomiska teorin om köpslagning, genom vilken han gjort viktiga bidrag till spelteori, experimentell ekonomi, evolutionär spelteori och analytisk filosofi. 1969-1988 var han lärostolsprofessor i matematik vid London School of Economics (LSE) innan han sadlade om till nationalekonomi. Han har utöver sina mer än 150 vetenskapliga artiklar inom matematik, nationalekonomi och filosofi även ett 30-tal publiceringar inom ämnen som psykologi, biologi, datavetenskap och statistik.

### Utbildning
Binmore studerade matematik vid Imperial College London, där han belönades med en 1st class-honours BSc med ett Governor's Prize, och senare en doktorsexamen i matematisk analys.

### Forskning
Binmores stora forskningsbidrag är teorin om köpslagning och dess laboratorietestning. Han är en pionjär inom experimentell ekonomi, som han började arbeta med under 1980-talet när få ekonomer trodde att spelteorin skulle gå att studera empirisk. Binmore och hans medarbetare konstaterade att spelteori var ett träffsäkert verktyg för att förutspå erfarna spelares beteende i kontrollerade miljöer.
Binmores arbete inom politisk och moralisk filosofi började på 1980-talet när han först tillämpade köpslagningsteori på John Rawls teori om ursprungspositionen. Resultatet blev hans tvådelade verk Game Theory and the Social Contract, som var ett försök att lägga grunden för en moralvetenskap med hjälp av spelteori. I Game Theory and the Social Contract föreslår Binmore en naturalistisk omtolkning av John Rawls ursprungliga ståndpunkt som förenar hans egalitära teori om rättvisa med John Harsanyis utilitaristiska teori. Teorin presenterades också för lekmän i boken Natural Justice (2005).

### Andra insatser
1995 grundade Binmore Centre for Economic Learning and Social Evolution (ELSE), ett tvärvetenskapligt forskningscentrum som involverar ekonomer, psykologer, antropologer och matematiker vid University College London. Centret, som finansieras av brittiska vetenskapsrådet,bedriver grundforskning om evolutionära och lärande förhållningssätt till spel och samhälle och tillämpar sina rön på praktiska problem inom myndigheter och företag.
Som chef för ELSE blev Binmore medialt uppmärksammad som "the poker-playing economic theorist" som lyckades säkra den brittiska staten 22 miljarder pund genom att skapa modellen som användes för att auktionera ut 3G-licenser år 2000. Han formgav liknande auktionssystem som implementerades i Belgien, Danmark, Grekland, Israel och Hong Kong.
Binmore är emeritusprofessor i ekonomi vid University College London, gästprofessor i nationalekonomi vid University of Bristol och gästprofessor vid institutionen för filosofi, logik och vetenskaplig metod vid London School of Economics. Han har haft liknande befattningar vid London School of Economics, Caltech, University of Pennsylvania och University of Michigan. Han är fellow i Econometric Society och British Academy. Han utsågs till CBE i New Year's Honours List 2001 för bidrag till spelteorin och för att utforma de brittiska 3G-telekommunikationsauktionerna. Han valdes till en utländsk hedersmedlem av American Academy of Arts and Sciences 2002. 2007 blev han hedersforskare vid Institutionen för filosofi vid University of Bristol och hedersstipendiat vid Centre for Philosophy vid London School of Economics.